# Transport collectif en site propre de Martinique
Le Transport collectif en site propre (TCSP) de Martinique est une ligne de bus à haut niveau de service (BHNS) mise en exploitation commerciale le 13 août 2018 entre Fort-de-France et Le Lamentin.
Il est exploité par la Régie des Transports de la Martinique et fait partie du réseau de bus Mozaïk desservant l’agglomération de Fort-de-France. Il a pour objectif de décongestionner Fort-de-France et le sud de l’agglomération (Aéroport international et Le Lamentin) en permettant et en favorisant les déplacements sans voiture. D'une longueur de 13,9 km, il comporte 18 stations et deux lignes (A et B). Ses trois terminus sont pensés comme des pôles d'échange multimodaux, avec des correspondances bus et des parkings relais. Une autre ligne, vers Schœlcher au nord, est aussi prévue, ainsi que, dans un deuxième temps, une ligne vers Le Robert à l'est et une ligne vers Ducos au sud.
Un partenariat public-privé (PPP) entre le Conseil régional de la Martinique (via le SMTCSP) et le groupe Vinci a été signé le 21 novembre 2013 pour une durée de 22 ans et une valeur de près de 100 millions d'euros. Les bus sont 14 Van Hool ExquiCity hybrides de 24 mètres de long, et 5 Mercedes-Benz Citaro G C2 Hybrid BHNS.

## Origines du projet
En réponse à la saturation du réseau routier, les collectivités locales envisagent la création d'un transport collectif en site propre dans l'agglomération foyalaise dès les années 1990. Le 14 décembre 2000 est créé le Syndicat Mixte du Transport en Commun en Site Propre (SMTCSP) pour assurer la maîtrise d'ouvrage de ce projet. En 2003 est adopté le projet de création de deux lignes entre Fort-de-France et Le Lamentin pour une mise en service envisagée en 2011.
Les élus du Conseil régional décide la réalisation d'une expertise du projet en mai 2010 qui conclut à des manquements et des retards importants dans le projet. Il donne lieu à une révision en profondeur du projet de 2006 avec pour objectif une mise en service en 2015.

## Financement
Le volume total d'investissement estimé est de 380 millions d'euros (dont 254,5 millions d'euros de financements Région Martinique et 87,5 millions d'euros de fonds européens (FEDER)) sur la période 2003-2015, dont plus de 200 millions d'euros de travaux à réaliser de 2013 à 2015 :
- 93 millions d'euros (Partenariat public-privé) : centre de maintenance, pôles d'échanges de Carrère et de Mahault, traversée de l'Aéroport international de Martinique-Aimé-Césaire, les 18 stations TCSP, l'acquisition des 14 BHNS, des systèmes électroniques et informatiques.
- 40 millions d'euros (Région Martinique) : franchissement de Gaigneron au Lamentin, avec création de deux ponts 2x2 voies de 80 mètres de long.
- 34,7 millions d'euros (Région Martinique) : réaménagement de l'Avenue Maurice Bishop à Fort-de-France, avec élargissement de la chaussée (de 16 à 32 mètres), expropriations, dévoiement des réseaux (eau, assainissement, télécoms, etc.), création (en axial) de deux voies TCSP (site propre), réalisation de giratoires.
- 29,6 millions d'euros (Région Martinique): réaménagement de l'échangeur de la Pointe des Sables au Lamentin, avec création de deux tunnels au Sud et de trois viaducs aériens au Nord (dont un viaduc TCSP de 210 mètres de long).
- 12,5 millions d'euros (Région Martinique) : réaménagement de certaines zones du centre-ville de Fort-de-France, avec notamment une profonde réorganisation du front de mer (suppressions de parkings, élargissement de trottoirs, création de giratoires et de voies dédiées au TCSP, modification des entrées/sorties de la Gare multimodale de la Pointe Simon.
- 6,9 millions d'euros (Région Martinique) : mise à trois voies de la section "Echangeur de Carrère à Echangeur de l'Aéroport", au Lamentin.
- 5,2 millions d'euros (Région Martinique) : réaménagement de l'échangeur de Dillon, à Fort-de-France.
- 3,8 millions d'euros (Région Martinique) : réaménagement de l'échangeur de la Lézarde, au Lamentin.

## Historique des travaux et la mise en service
En décembre 2004 sont terminés les travaux de la première phase relatifs à l’élargissement de l'autoroute A1 et de la RN1.
En novembre 2013, alors que les travaux sont très en retard au point qu'il y a un risque de retrait des fonds européens, le Conseil régional de la Martinique signe via le Syndicat Mixte du Transport en Commun en Site Propre (SMTCSP) un partenariat public-privé (PPP) avec la société Caraïbus, filiale du groupe Vinci afin de terminer le chantier avant la fin 2015 et les élections territoriales.
La mise en service était initialement prévue pour décembre 2015. Repoussée une première fois à mars 2016, elle l'est une seconde fois en septembre 2016, puis une troisième fois en juin 2017.
En février 2017, il est annoncé que la mise en service aurait lieu en juin 2017 après des essais. Le 23 mars 2017, devant l'ultimatum que l'Union Européenne avait mis aux différents acteurs en menaçant de récupérer son investissement de 80 millions d'euros, la marche à blanc a commencé. Elle se poursuit chaque jour de la semaine, à raison de 4 véhicules quotidiens.
La nouvelle majorité au sein de l'Assemblée de Martinique dissout le SMTCSP en juillet 2017 alors que le TCSP n'est toujours pas en service. Dans le même temps Alfred Marie-Jeanne, le président du conseil exécutif de Martinique, refuse de payer Vinci et sa filiale Caraïbus et menace de dénoncer le PPP signé par la précédente majorité.
En août 2017, la marche à blanc est terminée. Les bus roulent au centre de maintenance.
Début janvier 2018, les reports successifs de mise en service du TCSP font l'objet d'un billet critique dans Le Canard enchaîné qui précise que la Commission européenne donne au préfet de Martinique pour ultime délai la fin janvier pour la mise en service. Quelques jours après, Louis Boutrin du Conseil exécutif de Martinique s'engage pour une mise en service le 15 janvier, puis à la fin du mois de janvier sans parvernir à tenir cet engagement.
Fin juin 2018, une nouvelle marche à blanc est lancée en vue de la future mise en exploitation avec une augmentation des tarifs et une baisse de la fréquence et de l'amplitude horaire par rapport au projet initial. Après une nouvelle série d'annonces non tenues, le président de Martinique Transport, Alfred Marie-Jeanne, annonce qu'un accord a été trouvé notamment pour payer une année de marche à blanc et pour le lancement commercial.
Le 13 août 2018: lancement commercial du TCSP Martinique (ligne Fort-de-France ⇔ Lamentin).
Fin 2018, le projet d’extension vers Schoelcher par liaison téléphérique est approuvé par les martiniquais et fait l’objet d’un appel d’offres concernant sa faisabilité par la CTM,.

## Exploitation commerciale
L’exploitation commerciale de 2019 est marquée de plusieurs problèmes : des grèves provoquent des interruptions du service notamment en février et en avril,, des dysfonctionnements de feux de circulation sont à l'origine d'accidents en juin, en fin d’année le service est restreint « à cause de problème de batteries déficientes », puis la  délégation de service public (DSP) attribuée à la CFTU est retirée par Martinique Transport le 17 décembre 2019, avec effet au 31 juillet 2020, ce qui donne lieu à un nouveau conflit social avec l'arrêt de tous les véhicules, dont les TCSP, du 17 décembre 2019 au 1er janvier 2020.
Les deux lignes TCSP constituent les lignes A et B du réseau Mozaïk. Elles sont exploitées par la RTM, Régie des Transports de Martinique (régie de transport à personnalité morale et autonomie financière, constituée sous la forme d’un Établissement public à caractère industriel et commercial (EPIC)) créée par Martinique Transport.

## Projets d’extension
Depuis l’origine du projet, d’autres lignes étaient envisagées.
Mi-février 2021, une concertation est lancée afin que les Martiniquais se prononcent sur les projets d’extension du TCSP, « vers le Nord Atlantique (Le Robert), le Sud (Rivière Salée) et l’Ouest (Schoelcher) ».

## Moyens humains et matériels

### Matériel
L'exploitation est assurée avec 14 autobus bi-articulés Van Hool ExquiCity 24, dotés d'une chaîne de traction hybride (diesel / électrique). Elle est également assurée par 5 Mercedes-Benz Citaro G C2 Hybrid BHNS.
Un centre de maintenance spécifique situé au Lamentin, leur est dédié.
Le groupe Vinci est chargé de la maintenance des infrastructures (stations, pôles d’échanges et centre de maintenance) jusqu’en 2035.

### Moyens humains
Une soixantaine de chauffeurs issus des rangs de la CFTU, ont été formés à la conduite des BHNS martiniquais.

## Tracé
Le bus à haut niveau de service relie la Pointe Simon (Fort-de-France) à Carrère pour la ligne A et Mahault pour la ligne B (Le Lamentin)

## Galerie photos

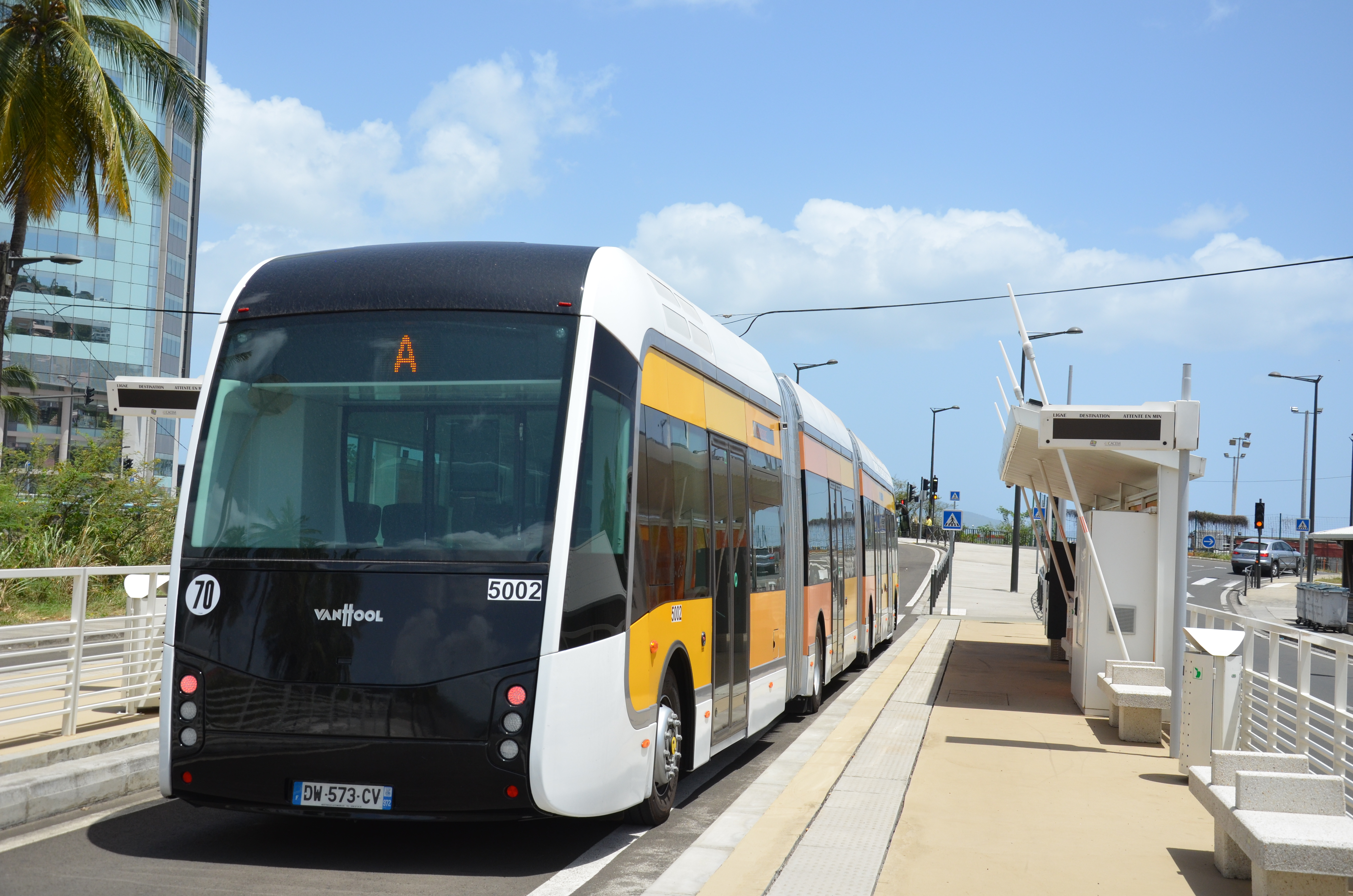
Arrière d'un BHNS au terminus Almadies.
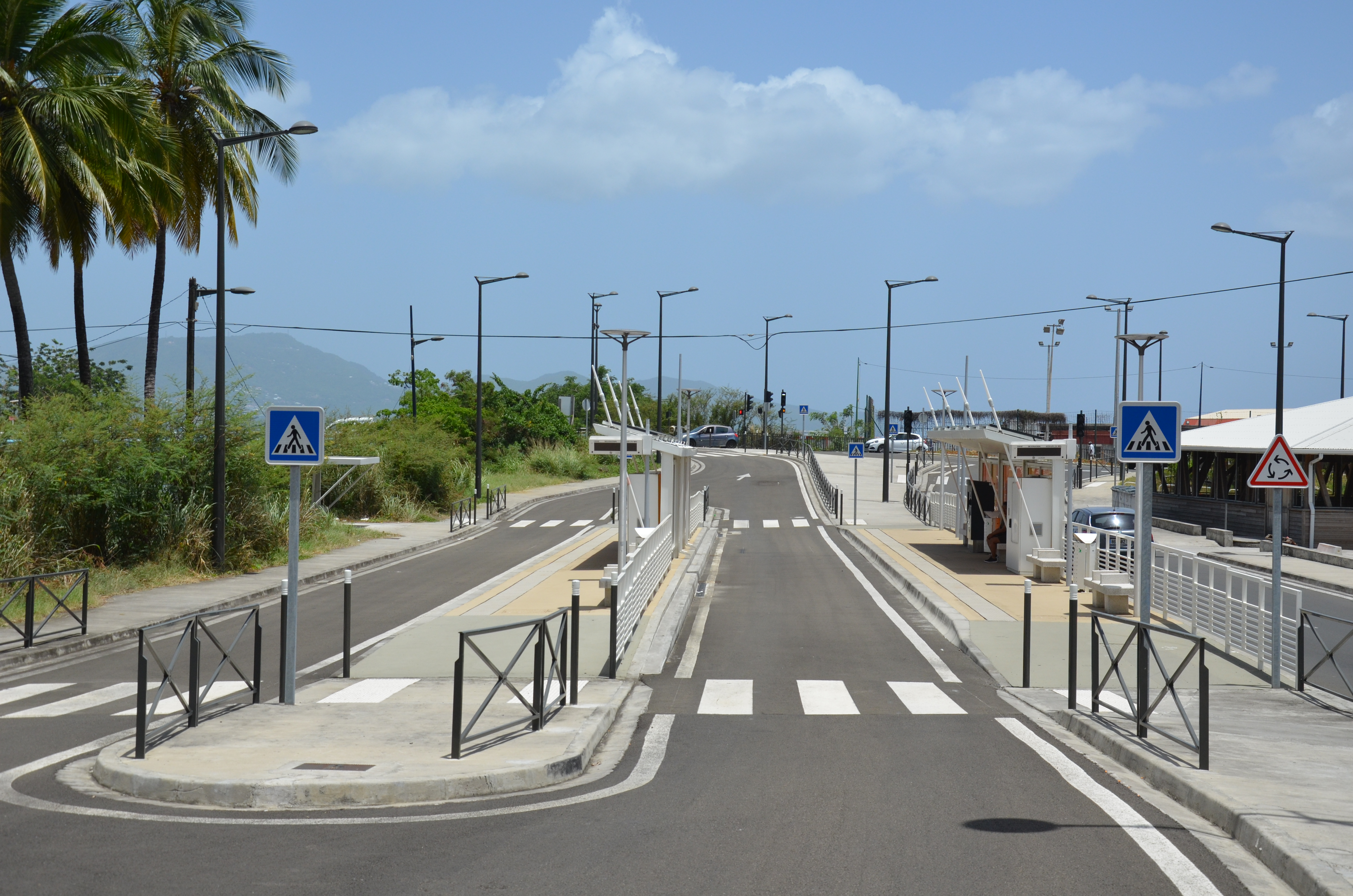
Terminus Almadies-Bô Kannal à Fort-de-France.
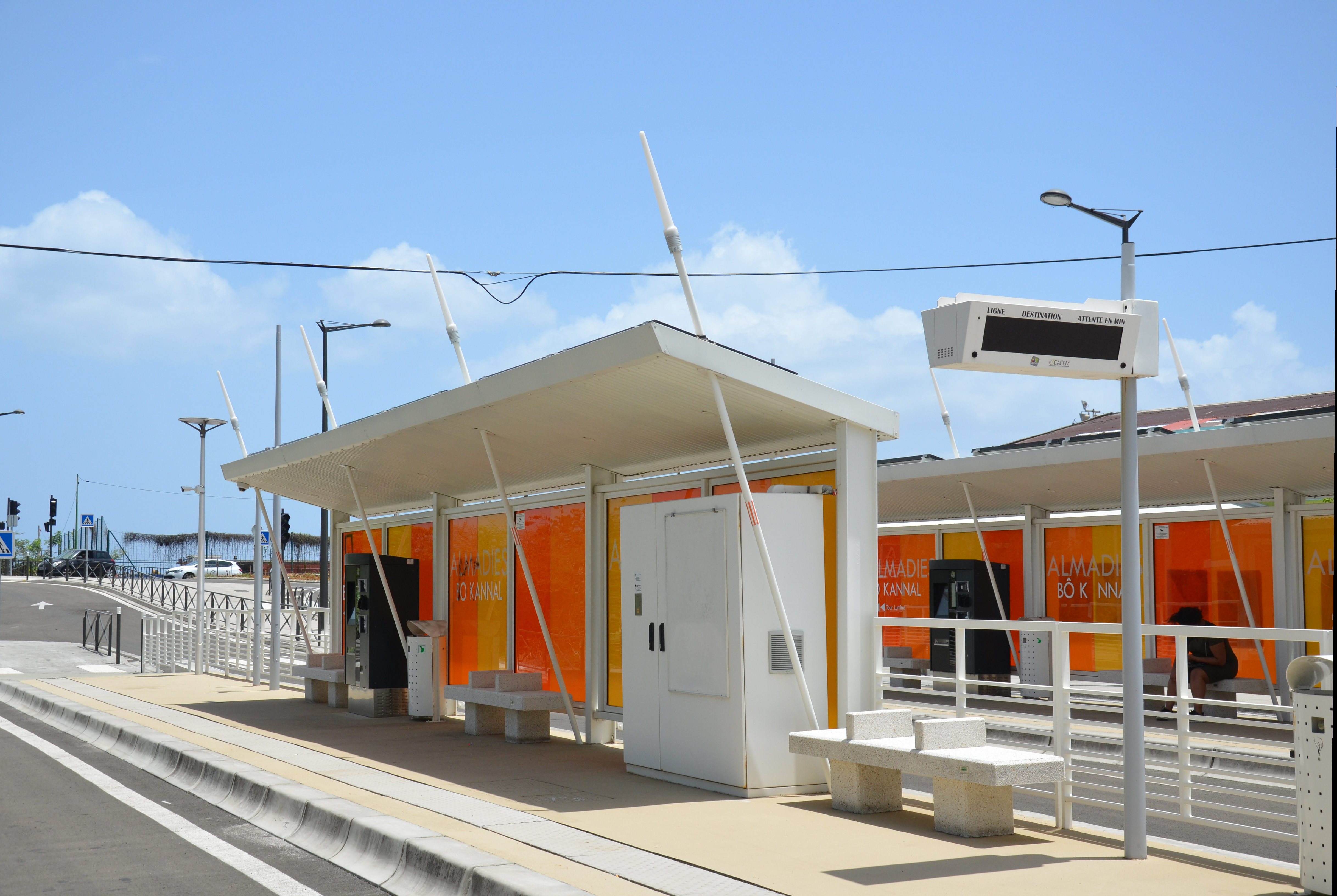
Abribus de la station Almadies-Bô Kannal à Fort-de-France.
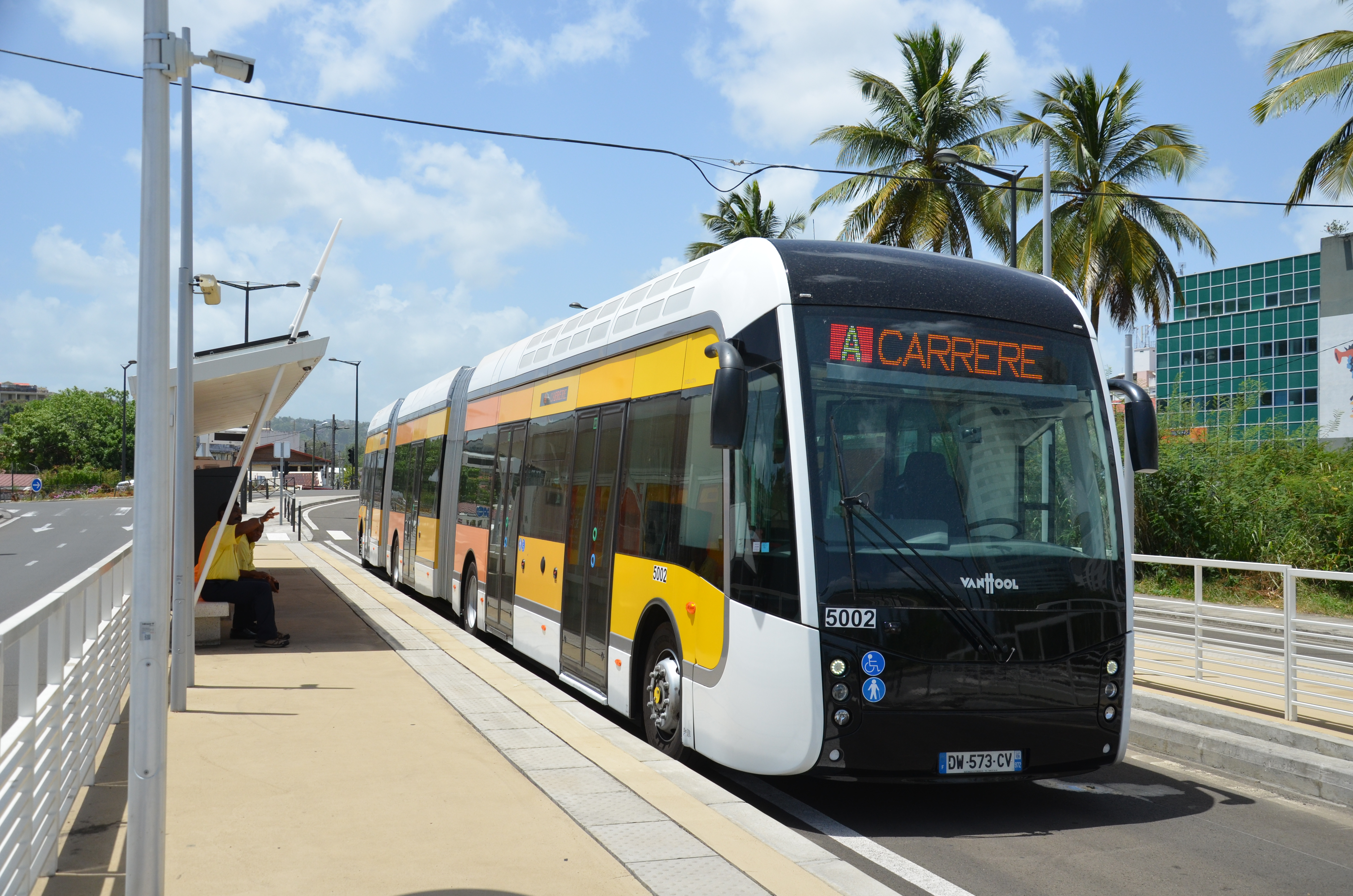
BHNS à la station terminus Almadies.
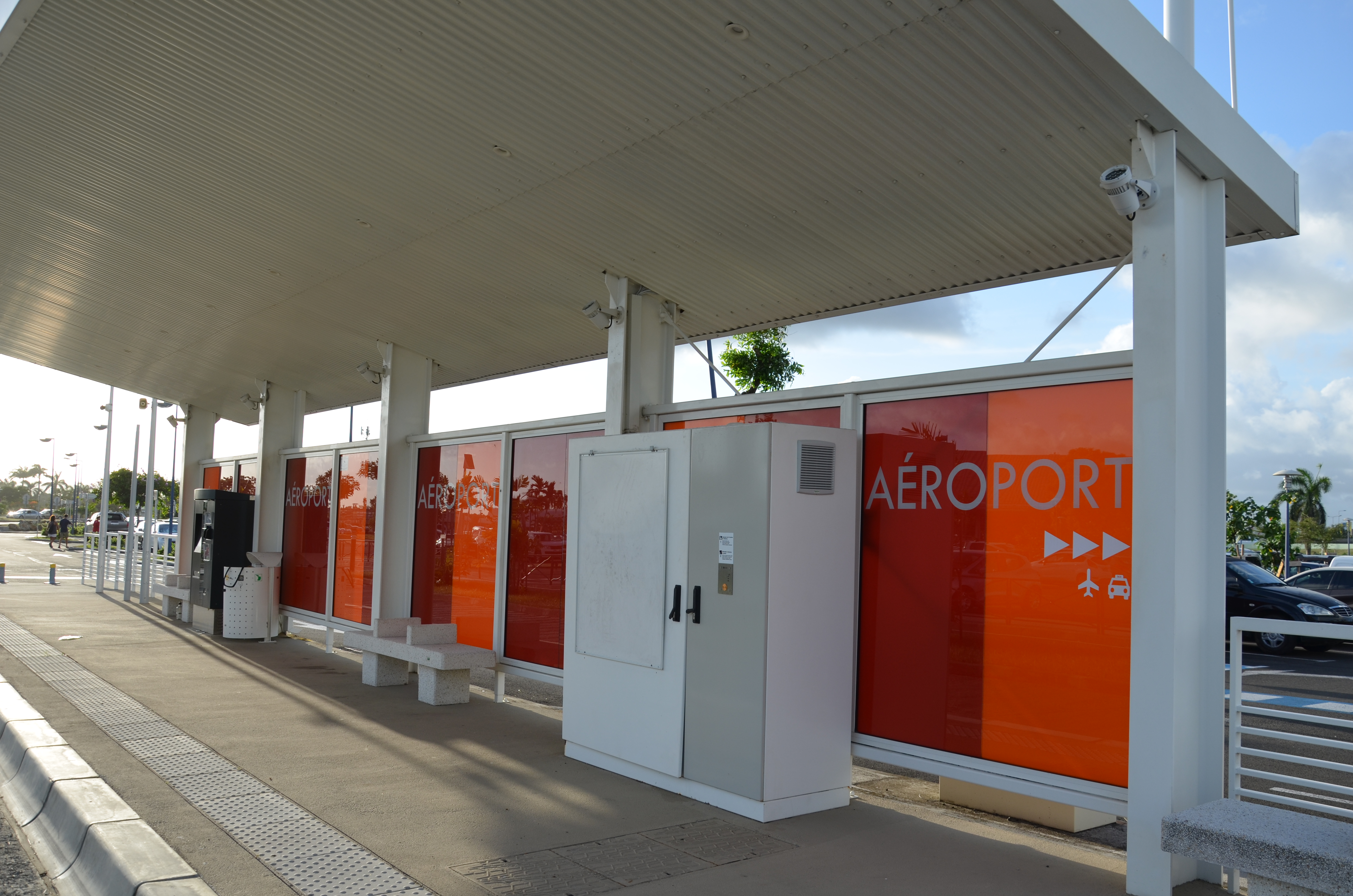
Abribus de la station Aéroport à Le Lamentin.
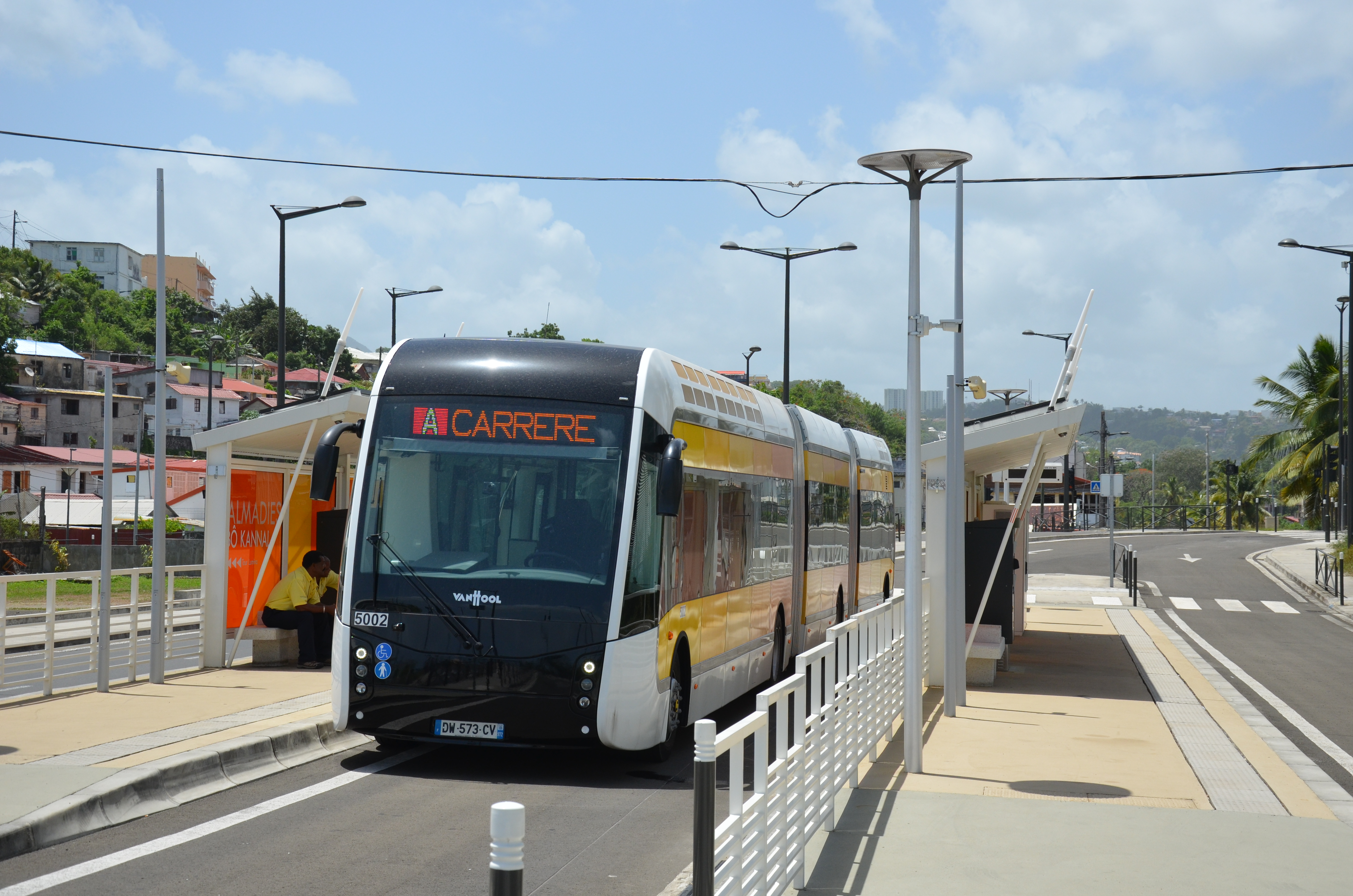
BHNS à la station terminus Almadies.
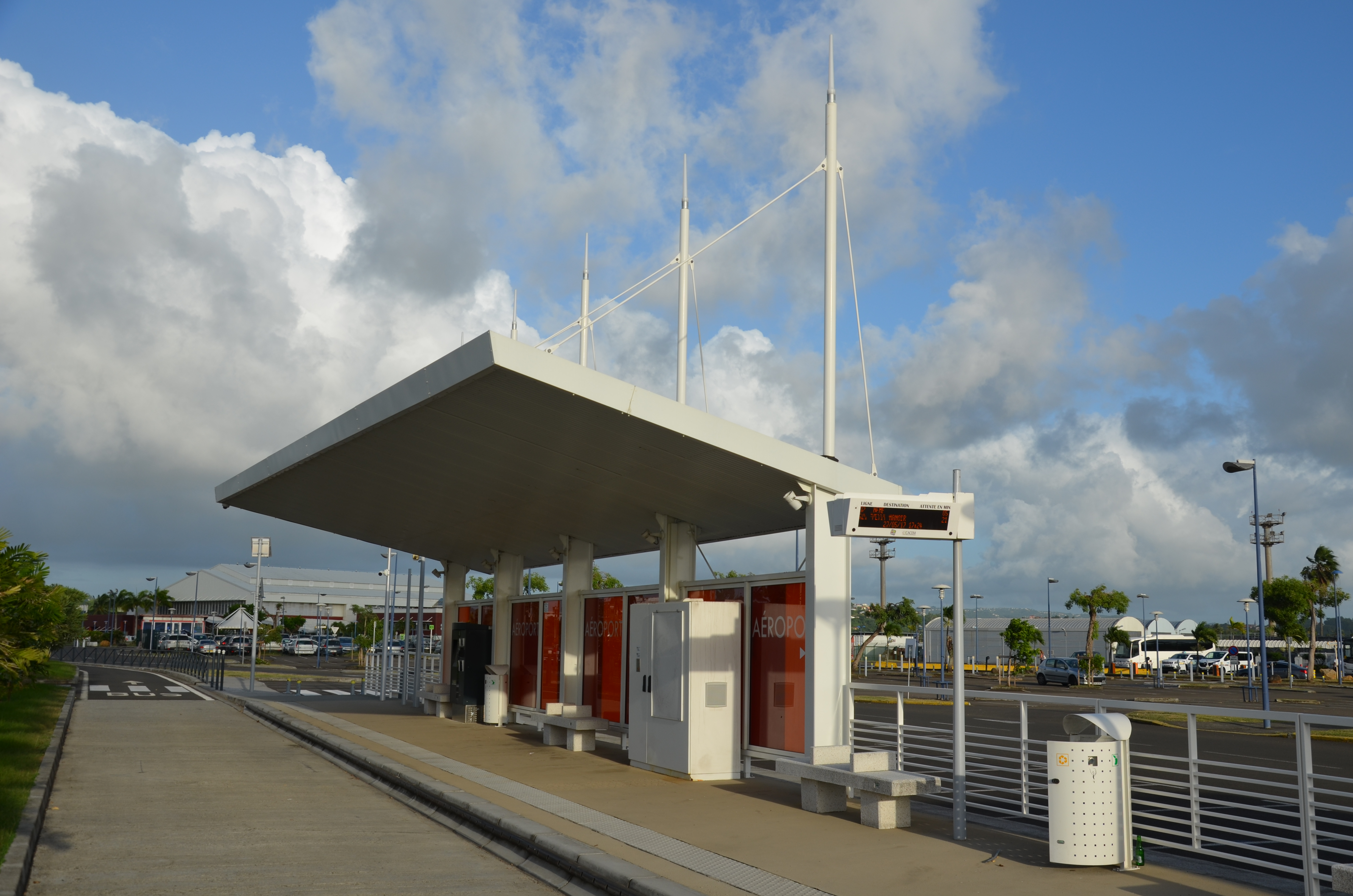
Abribus de la station Aéroport à Le Lamentin.
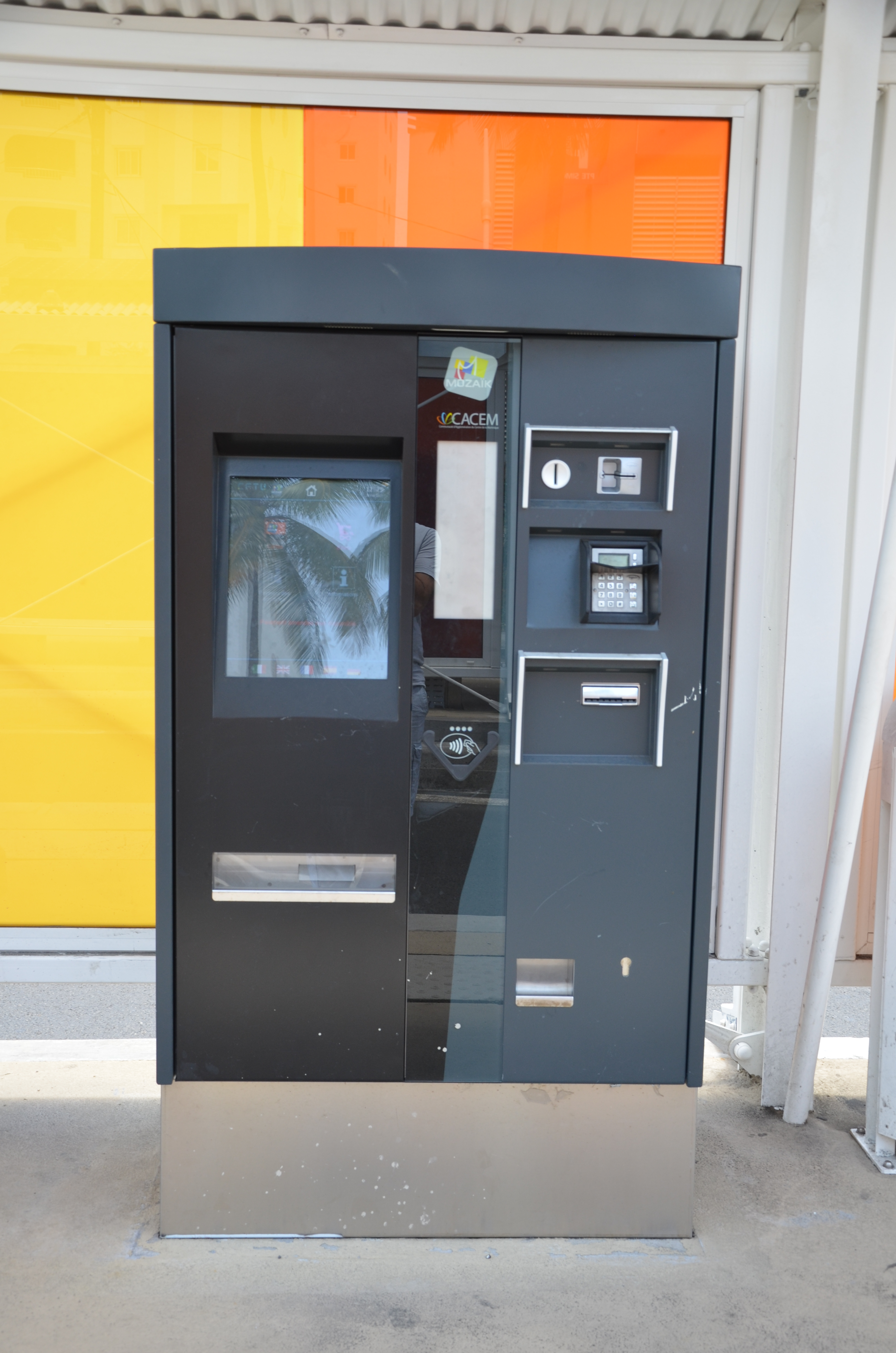
Borne de paiement présentes aux stations du TCSP.